# Xamontarupt
Xamontarupt [ʃamɔ̃taʁy]  est une commune française située dans le département des Vosges, en Lorraine, dans la région administrative Grand Est.
Ses habitants sont appelés les Rupéains ou les Xamontois.

## Géographie

### Localisation
La commune est à 2,3 km de Faucompierre, 3,3 de Tendon, 3,5 de Docelles et 7,0 d'Éloyes.

### Géologie et relief
La commune se compose de 195,84 hectares de territoires agricoles (39,09 %) et 305,48 hectares de forêts et milieux semi-naturels (60,97 %).
Espaces naturels :
- Un espace protégé Natura 2000 : Bassigny, partie Lorraine,
- Une zone naturelle d'intérêt écologique, faunistique et floristique (Znieff) :

Massif vosgien,
Ruisseau le Barba, la Hutte, les Spaxe et affluents au nord et ouest du Tholy.
Adossé au massif très boisé du Fossard, le village est traversé par le ruisseau de la Cuve, sous-affluent de la Vologne par le Barba.
| Docelles   | Faucompierre |        |
| Cheniménil | Xamontarupt  | Tendon |
| Jarménil   | Éloyes       | Tendon |

### Hydrographie et les eaux souterraines
Hydrogéologie et climatologie : Système d’information pour la gestion des eaux souterraines du bassin Rhin-Meuse :
Territoire communal : Occupation du sol (Corinne Land Cover); Cours d'eau (BD Carthage),
Géologie : Carte géologique; Coupes géologiques et techniques,
 Hydrogéologie : Masses d'eau souterraine; BD Lisa; Cartes piézométriques.
La commune est située dans le bassin versant du Rhin au sein du bassin Rhin-Meuse. Elle est drainée par le ruisseau Le barba et le ruisseau de la Cuve,.
Le Barba, d'une longueur totale de 15,7 km, prend sa source dans la commune de Liézey et se jette dans la Vologne à Docelles, après avoir traversé huit communes.

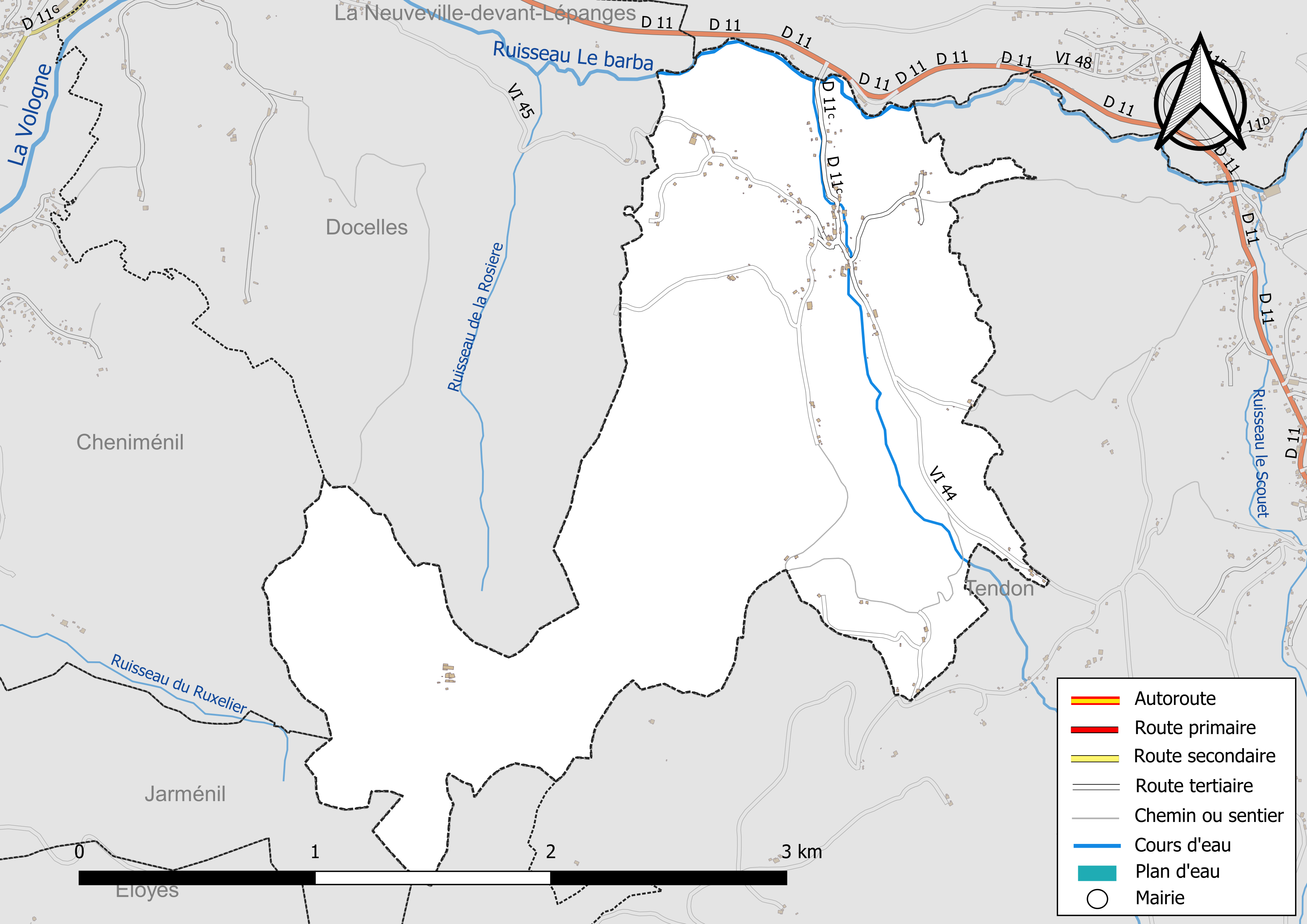
Réseaux hydrographique et routier de Xamontarupt.

La qualité des cours d’eau peut être consultée sur un site dédié géré par les agences de l’eau et l’Agence française pour la biodiversité.

### Climat
Pour des articles plus généraux, voir Climat du Grand Est et Climat des Vosges.
En 2010, le climat de la commune est de type climat de montagne, selon une étude du Centre national de la recherche scientifique s'appuyant sur une série de données couvrant la période 1971-2000. En 2020, Météo-France publie une typologie des climats de la France métropolitaine dans laquelle la commune est exposée à un climat semi-continental et est dans la région climatique  Vosges, caractérisée par une pluviométrie très élevée (1 500 à 2 000 mm/an) en toutes saisons et un hiver rude (moins de 1 °C).
Pour la période 1971-2000, la température annuelle moyenne est de 9,3 °C, avec une amplitude thermique annuelle de 16,9 °C. Le cumul annuel moyen de précipitations est de 1 409 mm, avec 14 jours de précipitations en janvier et 11,1 jours en juillet. Pour la période 1991-2020, la température moyenne annuelle observée sur la station météorologique de Météo-France la plus proche, « Le Roulier_sapc », sur la commune du Roulier à 5 km à vol d'oiseau, est de 10,2 °C et le cumul annuel moyen de précipitations est de 1 000,2 mm. 
La température maximale relevée sur cette station est de 38,1 °C, atteinte le 25 juillet 2019 ; la température minimale est de −18,3 °C, atteinte le 20 décembre 2009,,.
Les paramètres climatiques de la commune ont été estimés pour le milieu du siècle (2041-2070) selon différents scénarios d'émission de gaz à effet de serre à partir des nouvelles projections climatiques de référence DRIAS-2020. Ils sont consultables sur un site dédié publié par Météo-France en novembre 2022.

## Urbanisme

### Typologie
Au 1er janvier 2024, Xamontarupt est catégorisée commune rurale à habitat dispersé, selon la nouvelle grille communale de densité à sept niveaux définie par l'Insee en 2022.
Elle est située hors unité urbaine. Par ailleurs la commune fait partie de l'aire d'attraction d'Épinal, dont elle est une commune de la couronne,. Cette aire, qui regroupe 118 communes, est catégorisée dans les aires de 50 000 à moins de 200 000 habitants,.

### Occupation des sols
L'occupation des sols de la commune, telle qu'elle ressort de la base de données européenne d’occupation biophysique des sols Corine Land Cover (CLC), est marquée par l'importance des forêts et milieux semi-naturels (61,2 % en 2018), en augmentation par rapport à 1990 (60,2 %). La répartition détaillée en 2018 est la suivante : 
forêts (61,2 %), prairies (31,4 %), zones agricoles hétérogènes (7,5 %). L'évolution de l’occupation des sols de la commune et de ses infrastructures peut être observée sur les différentes représentations cartographiques du territoire : la carte de Cassini (XVIIIe siècle), la carte d'état-major (1820-1866) et les cartes ou photos aériennes de l'IGN pour la période actuelle (1950 à aujourd'hui).

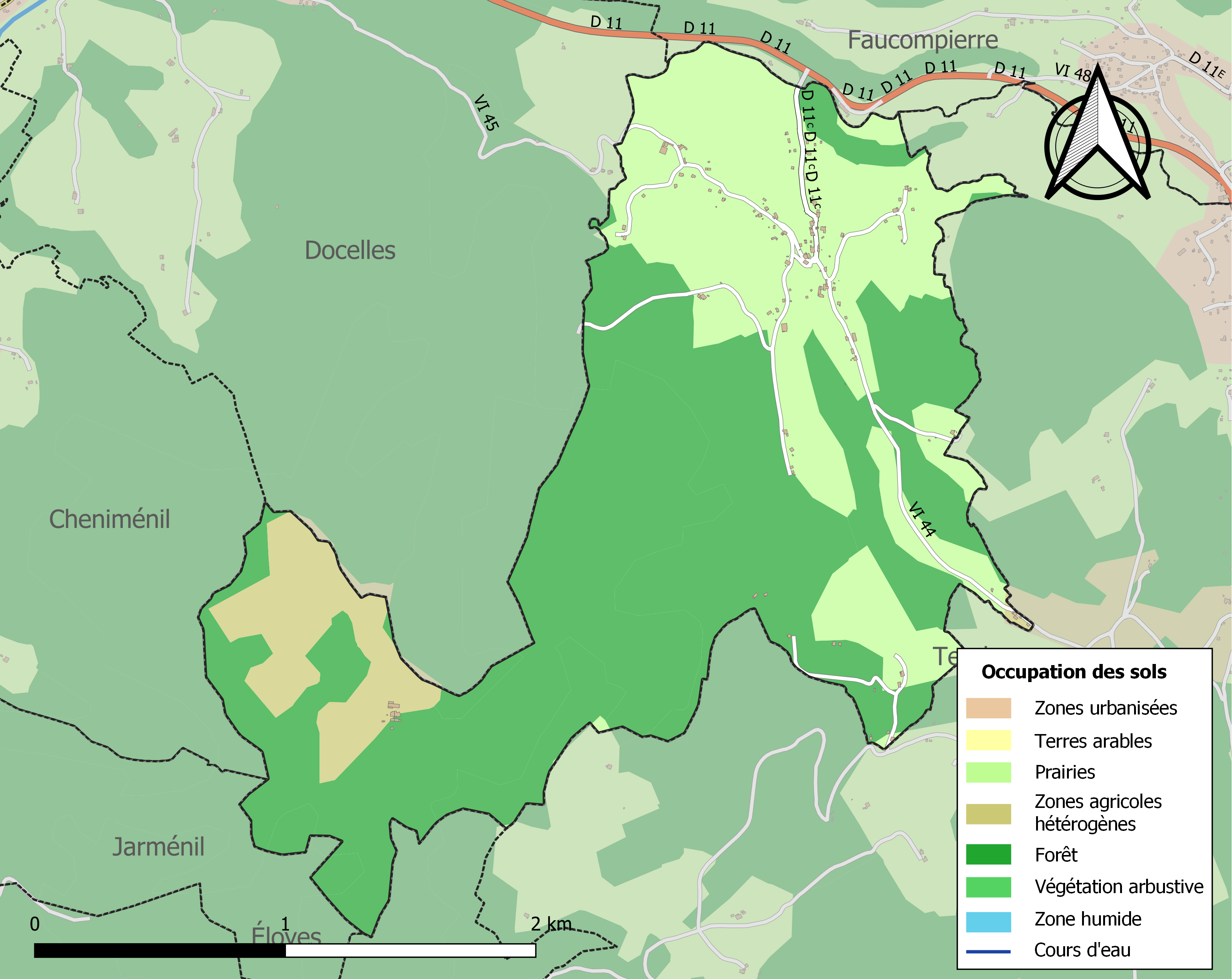
Carte des infrastructures et de l'occupation des sols de la commune en 2018 (CLC).

### Voies de communications et transports

#### Voies routières
- A31 (aussi appelée autoroute de Lorraine-Bourgogne). Échangeur Bulgnéville[22].

#### Transports en commun

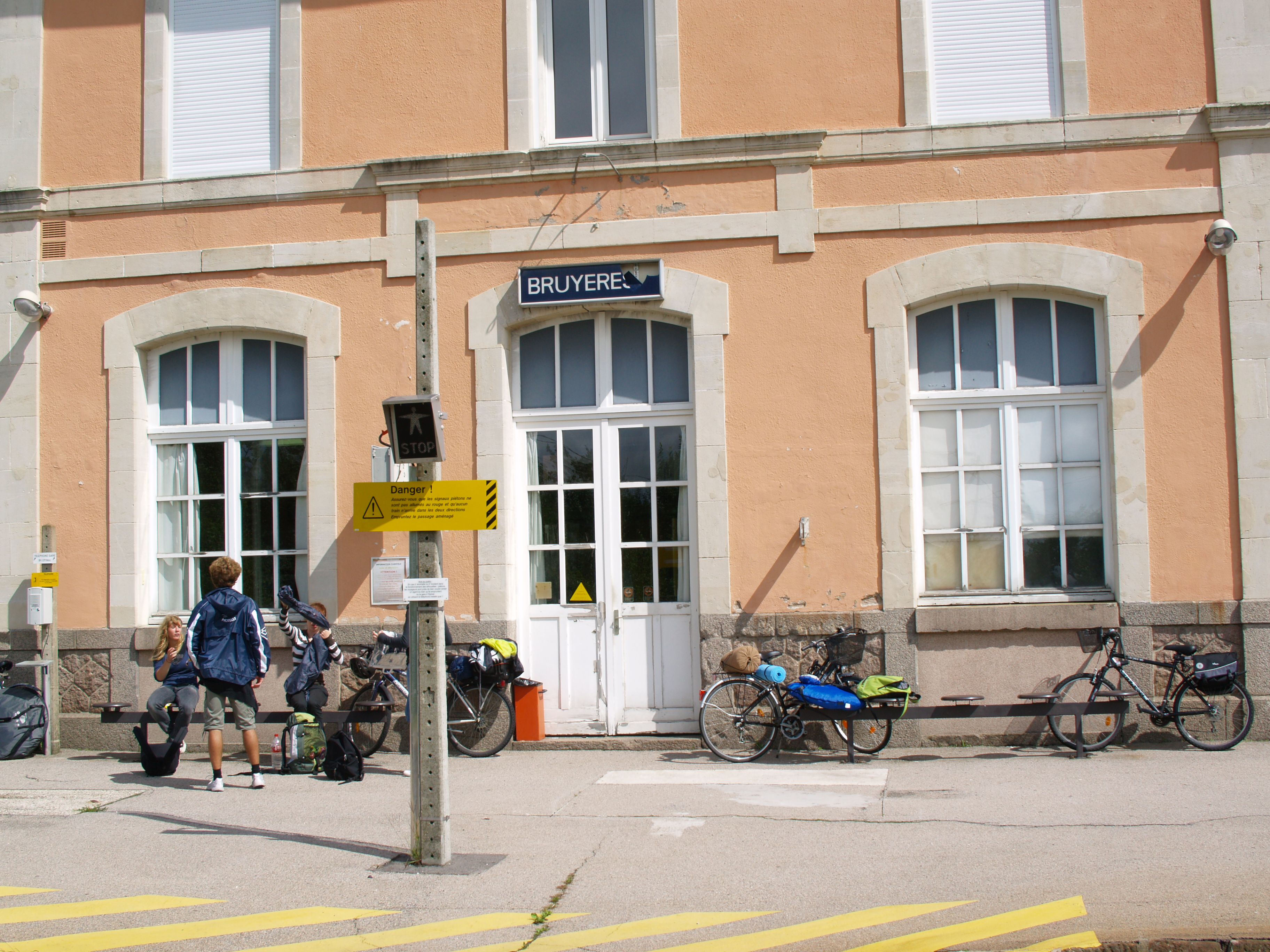
Gare de Bruyères.

- Fluo Grand Est.

#### Lignes SNCF
- Gare d'Arches
- Gare de Bruyères

#### Transports aériens
- L'Aéroport d'Épinal-Mirecourt « Vosges Aéroport ».

À partir de l'été 2021, l’aéroport d’Épinal-Mirecourt est devenu le "pélicandrome" de la Zone Est et servira ainsi de base de ravitaillement et d’intervention pour les avions bombardiers d’eau connus sous le nom de Dash 8.
- Aéroport de Colmar - Houssen.

## Toponymie
Le nom de la localité est attesté sous les formes Chamontarus, Chamontaruz en 1493 ; Chamontarux en 1631 ; Xamontarupt en 1751 ; Chamontaru en 1768 ; Chamontarupt ou Xamontarupt en 1779 ; Chamontarupt en 1790.
Étymologiquement, l’appellatif -rupt fait référence au ruisseau (la graphie savante, liée à un rapprochement étymologique erroné, apparaît entre le XVIIe et le XVIIIe siècle). Il est précédé d'un élément obscur, peut-être un nom de personne, comme dans Xaronval (Charanval 1149, qui reposerait quant à lui sur l'anthroponyme germanique Scaro ou gallo-romain Caraunnus comme dans Charonville).
Remarque : La prononciation du X- a souvent été « ch » [ʃ] à l'initiale des noms de plusieurs localités vosgiennes, comme dans Xaronval, voire à l'intervocalique comme dans Pouxeux. En revanche, la prononciation  du X- [ks] à l'initiale existe depuis toujours pour le nom de la commune de Xertigny.

## Histoire
Occupation protohistorique : construction de pierres plantées, éclats de quartzite taillés.
Un houx, vieux d'environ 400 ans, peut être observé sur la route menant au maquis du Haut du Bois. Il s'agit probablement l'un des plus vieux houx d'Europe.
Le 9 septembre 1944 les allemands passent à l’attaque du maquis du Haut-du-Bois. Il y eut 10 tués au combat et 4 fusillés dont 3 à Cheniménil.

## Politique et administration

### Découpage territorial
Par arrêté préfectoral du 15 septembre 2023, la commune est retirée le 1er janvier 2024 de l'arrondissement d'Épinal et rattachée à l'arrondissement de Saint-Dié-des-Vosges.

### Liste des maires
| Période                                  | Période   | Identité                    | Étiquette | Qualité                 |
| ---------------------------------------- | --------- | --------------------------- | --------- | ----------------------- |
| Les données manquantes sont à compléter. |           |                             |           |                         |
| mars 1977                                | mars 1989 | Étienne Pierrat (1925-2011) |           | Agriculteur et bûcheron |
| mars 1989                                | 1995      | Jean-Luc Niess (1947-2008)  |           | Chirurgien-dentiste     |
| 1995                                     | mars 2001 | Daniel Chassel              |           |                         |
| mars 2014                                | mai 2020  | Nicole Ledig                |           |                         |
| mai 2020                                 | En cours  | Emmanuel Parisse            |           | Profession libérale     |

### Budget et fiscalité 2023

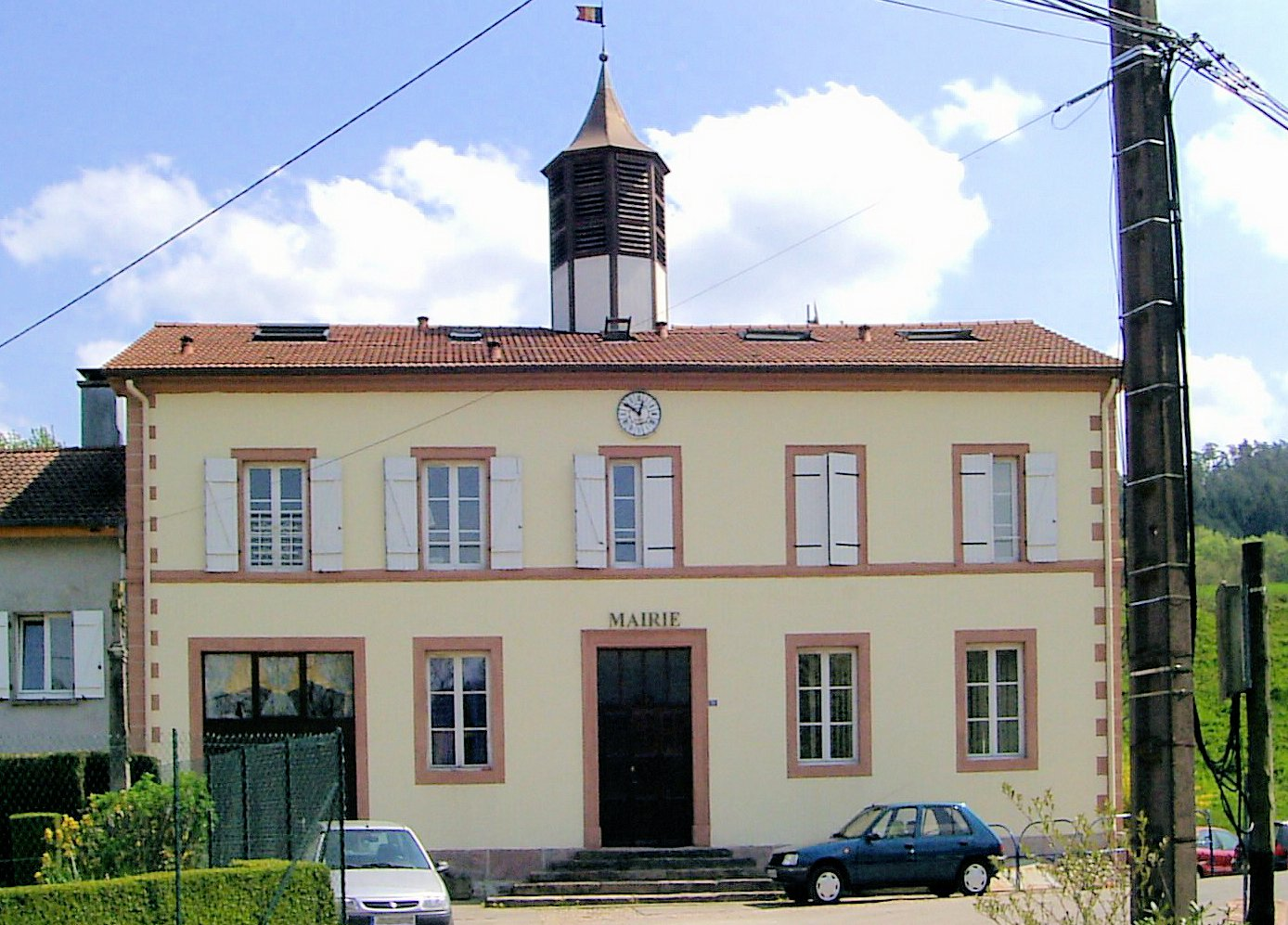
La mairie.

En 2023, le budget de la commune était constitué ainsi :
- total des produits de fonctionnement : 179 000 €, soit 1 139 € par habitant ;
- total des charges de fonctionnement : 117 000 €, soit 742 € par habitant ;
- total des ressources d'investissement : 458 000 €, soit 2 920 € par habitant ;
- total des emplois d'investissement : 333 000 €, soit 2 118 € par habitant ;
- endettement : 217 000 €, soit 1 383 € par habitant.

Avec les taux de fiscalité suivants :
- taxe d'habitation : 17,61 % ;
- taxe foncière sur les propriétés bâties : 37,25 % ;
- taxe foncière sur les propriétés non bâties : 18,66 % ;
- taxe additionnelle à la taxe foncière sur les propriétés non bâties : 0,00 % ;
- cotisation foncière des entreprises : 0,00 %.

Chiffres clés Revenus et pauvreté des ménages en 2021 : médiane en 2021 du revenu disponible, par unité de consommation : 24 820 €.

## Économie

### Entreprises et commerces

#### Agriculture
- Élevage d'autres bovins et de buffles.
- Élevage d'ovins et de caprins.
- Élevage d'autres bovins et de buffles
- Sylviculture et autres activités forestières.

#### Tourisme
- Hébergements et restauration à Tendon, Docelles, Le Tholy, Laveline-du-Houx, Puxeux[33].

#### Commerces
- Commerces et services de proximité[34].

## Population et société

### Démographie

#### Évolution démographique
L'évolution du nombre d'habitants est connue à travers les recensements de la population effectués dans la commune depuis 1793. Pour les communes de moins de 10 000 habitants, une enquête de recensement portant sur toute la population est réalisée tous les cinq ans, les populations de référence des années intermédiaires étant quant à elles estimées par interpolation ou extrapolation. Pour la commune, le premier recensement exhaustif entrant dans le cadre du nouveau dispositif a été réalisé en 2008.

En 2022, la commune comptait 152 habitants, en évolution de −0,65 % par rapport à 2016 (Vosges : −2,96 %, France hors Mayotte : +2,11 %).
| 1793 | 1800 | 1806 | 1821 | 1831 | 1836 | 1841 | 1846 | 1856 |
| ---- | ---- | ---- | ---- | ---- | ---- | ---- | ---- | ---- |
| 358  | 409  | 486  | 423  | 313  | 320  | 316  | 332  | 286  |

| 1861 | 1866 | 1876 | 1881 | 1886 | 1891 | 1896 | 1901 | 1906 |
| ---- | ---- | ---- | ---- | ---- | ---- | ---- | ---- | ---- |
| 300  | 294  | 275  | 268  | 259  | 252  | 248  | 245  | 221  |

| 1911 | 1921 | 1926 | 1931 | 1936 | 1946 | 1954 | 1962 | 1968 |
| ---- | ---- | ---- | ---- | ---- | ---- | ---- | ---- | ---- |
| 179  | 176  | 170  | 173  | 170  | 156  | 142  | 120  | 108  |

| 1975 | 1982 | 1990 | 1999 | 2006 | 2008 | 2013 | 2018 | 2022 |
| ---- | ---- | ---- | ---- | ---- | ---- | ---- | ---- | ---- |
| 95   | 82   | 140  | 138  | 150  | 153  | 148  | 156  | 152  |

### Enseignement
Établissements d'enseignements :
- Écoles maternelles et primaires à Tendon, Docelles, Cheniménil, La Neuveville-devant-Lépanges, Faucompierre.
- Collèges à Éloyes, Le Tholy, Bruyères, Remiremont.
- Lycées à La Baffe, Bruyères, Remiremont.

### Santé
Professionnels et établissements de santé :
- Médecins à Docelles, Éloyes, Pouxeux, Arches, Archettes, Bruyères.
- Pharmacies à Docelles, Éloyes, Pouxeux, Arches, Bruyères, Le Tholy.
- Hôpitaux à Bruyères, Épinal, Golbey, Gérardmer.
- Le Centre hospitalier Beatrix de Lorraine de Remiremont.

### Cultes
- Culte catholique, Paroisse Saint-Antoine-en-Vologne[41], Diocèse de Saint-Dié.

## Culture locale et patrimoine

### Lieux et monuments
Site du Maquis du Haut-du-Bois.

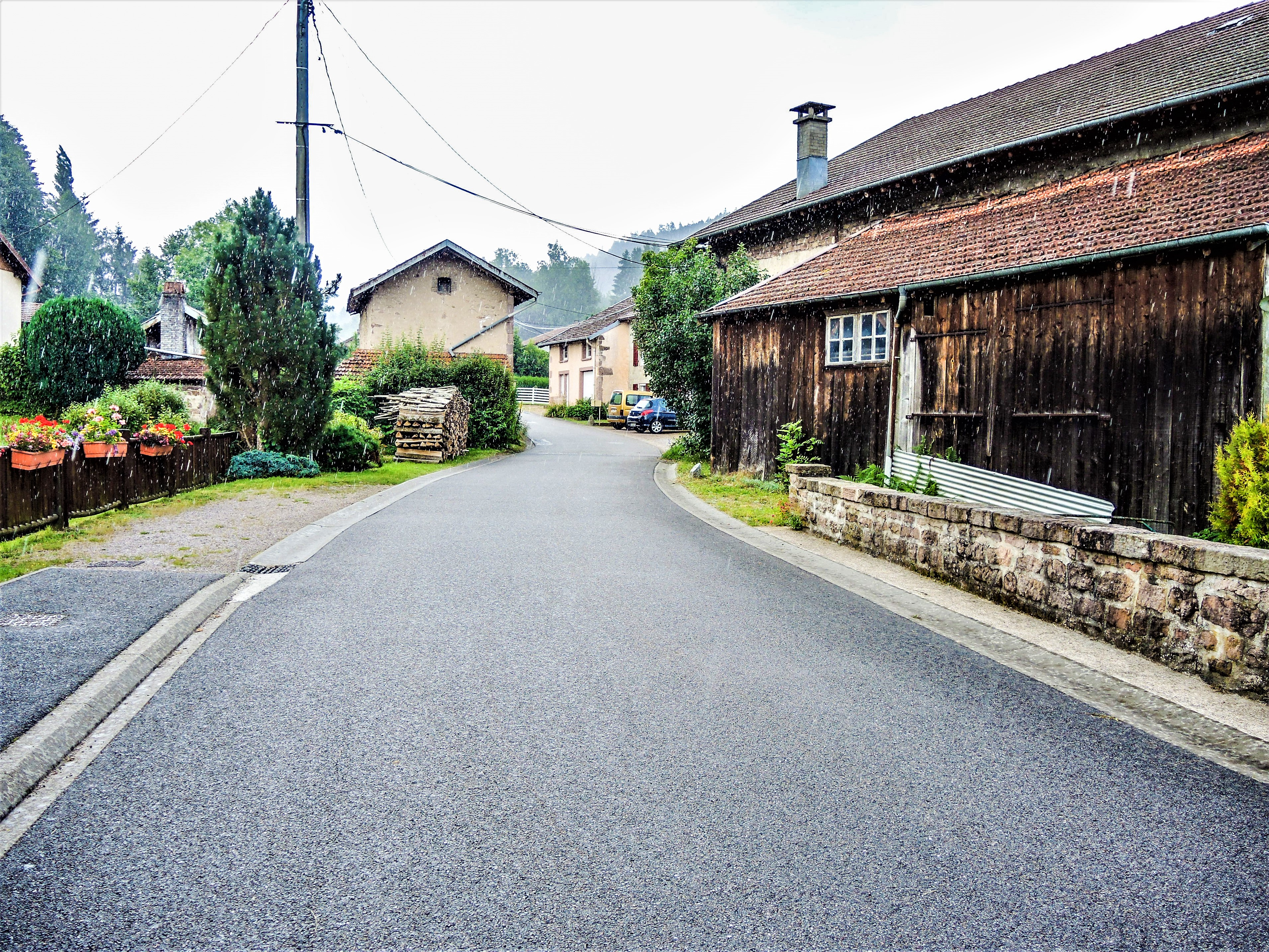
Rue du village.
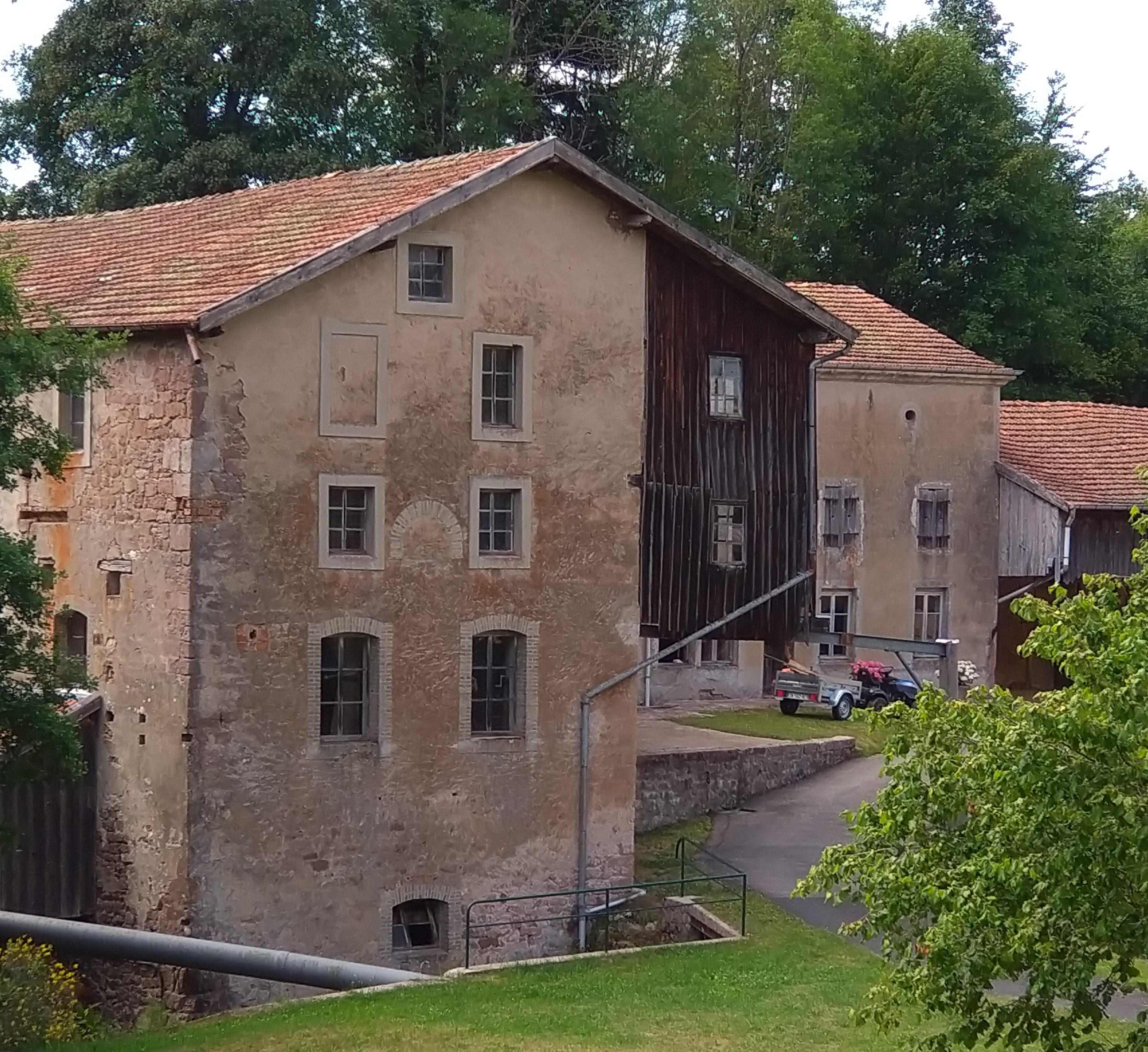
Moulin Saboterie du 19ème siècle.
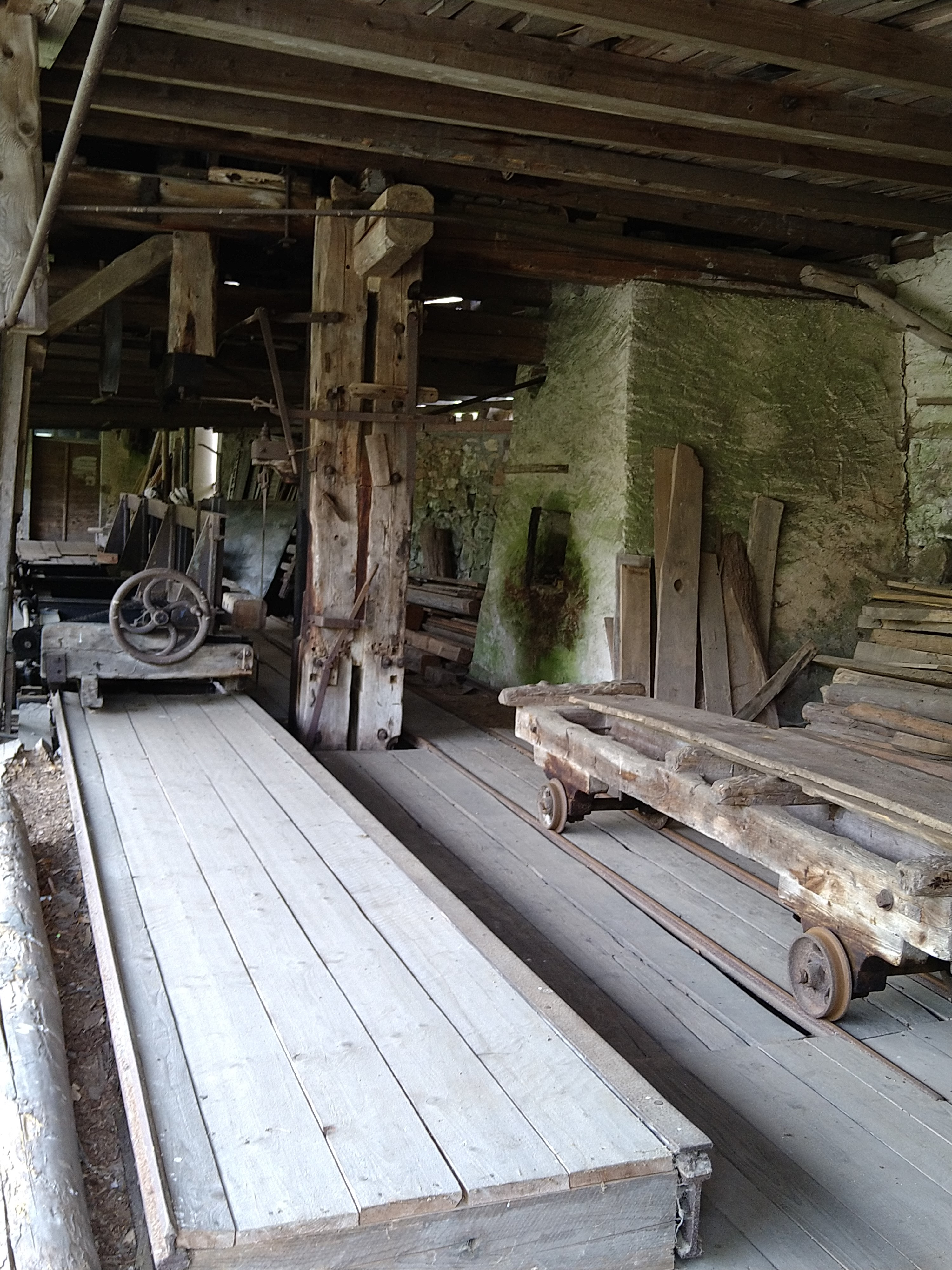
Scierie Haut-Fer du 19ème siècle.
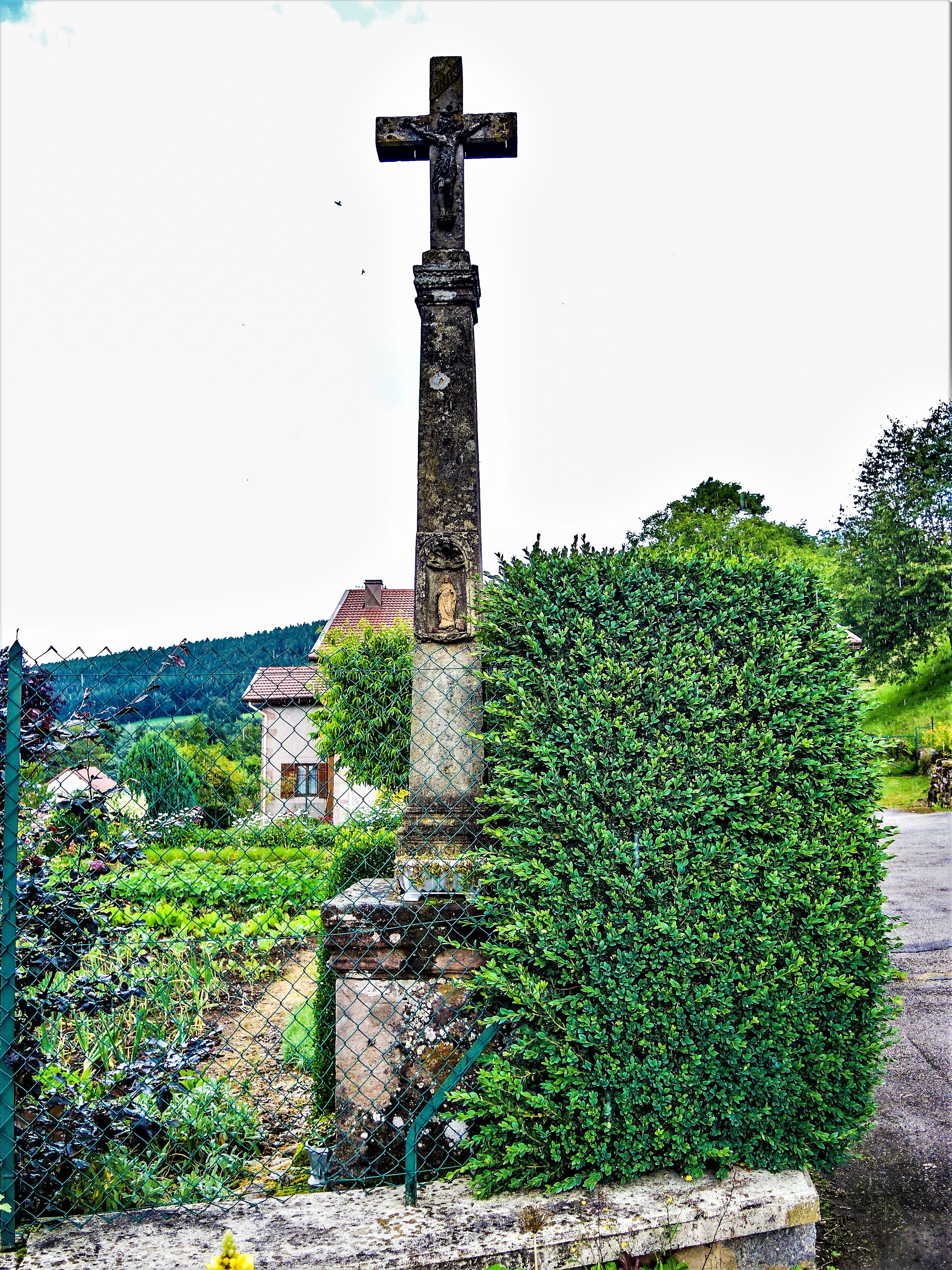
Croix ancienne avec statuette.

- Stèle du maquis du Haut-du-Bois en mémoire des dix maquisards morts le 9 septembre 1944[42],[43].
- Les morts de cette commune sont inscrits au monument aux morts de Docelles[44],[45],[46].
- Patrimoine rural recensé par le service régional de l'Inventaire général du patrimoine culturel[47].
- Le Moulin de Xamontarupt réunissait sur un seul site 4 types de production : meunerie, huilerie, saboterie et haut-fer[48].

Le moulin, puis minoterie-saboterie-scierie a fait l'objet d'une inscription sur l'inventaire supplémentaire des monuments historiques par arrêté du 28 février 2013. Son activité avait débuté en 1803,,.
- Deux croix latine :

Croix 6, rue du Village,
Croix rue du Village.
- Monument commémoratif[55].

### Personnalités liées à la commune
- Jean-René Claudel, spéléologue et archéologue amateur, découvre des éclats de quartzite dans la région de Xamontarupt[56],[57].
- Médaillés de Sainte-Hélène : Jean-Joseph Piehol, Jean-Guillaume Houot[58].
- Léon, Christian Lohner, soldat des Forces françaises de l’intérieur (FFI)[59].

Voir aussi : Maquis du Haut-du-Bois.

## Pour approfondir